# La Peza
La Peza é um município da Espanha na província de Granada, comunidade autónoma da Andaluzia, de área 101 km² com população de 1381 habitantes (2007) e densidade populacional de 13,12 hab/km².

## Demografia
| Variação demográfica do município entre 1991 e 2004 | Variação demográfica do município entre 1991 e 2004 | Variação demográfica do município entre 1991 e 2004 | Variação demográfica do município entre 1991 e 2004 |
| --------------------------------------------------- | --------------------------------------------------- | --------------------------------------------------- | --------------------------------------------------- |
| 1991                                                | 1996                                                | 2001                                                | 2004                                                |
| 1579                                                | 1467                                                | 1445                                                | 1330                                                |